# 许运鸿
许运鸿（1945年—），男，江苏高邮人，中华人民共和国政治人物。曾任中共浙江省委常委、浙江省人民政府副省长、中共宁波市委书记等职。

## 生平
早年毕业于江苏省高邮中学，后进入同济大学城建系，供职于浙江省杭州市建设局。1986年，任杭州市人民政府副市长。1993年，升任浙江省人民政府副省长兼浙江省计划经济委员会主任。同年改任宁波市人民政府市长。1995年，任宁波市委书记。1999年9月撤销中共第十五届中央候补委员职务。2000年，因滥用职权罪被判刑十年。